# Chiroteuthis imperator
Chiroteuthis imperator är en bläckfiskart som beskrevs av Chun 1908. Chiroteuthis imperator ingår i släktet Chiroteuthis och familjen Chiroteuthidae. Inga underarter finns listade i Catalogue of Life.